# Сеуца (Удине)
Сеуца је насеље у Италији у округу Удине, региону Фурланија-Јулијска крајина.
Према процени из 2011. у насељу је живело 45 становника. Насеље се налази на надморској висини од 356 м.